# Î̌
Î̌ (minuscule : î̌), appelé I accent circonflexe caron, est une lettre latine utilisée dans l’écriture du kayan, du kayaw et du manumanaw.
Il s’agit de la lettre I diacritée d’un accent circonflexe et d’un caron.

## Représentations informatiques
Le I accent circonflexe caron peut être représenté avec les caractères Unicode suivants :
- précomposé (latin étendu-1, diacritiques)[1],[2] :

| formes    | représentations | chaînes de caractères | points de code | descriptions                                                   |
| --------- | --------------- | --------------------- | -------------- | -------------------------------------------------------------- |
| majuscule | Î̌               | Î◌̌                    | U+00CE U+030C  | lettre majuscule latine i accent circonflexe diacritique caron |
| minuscule | î̌               | î◌̌                    | U+00EE U+030C  | lettre minuscule latine i accent circonflexe diacritique caron |

- décomposé (latin de base, diacritiques) :

| forme     | représentation | chaîne de caractères | point de code        | description                                                                |
| --------- | -------------- | -------------------- | -------------------- | -------------------------------------------------------------------------- |
| capitale  | Î̌              | I◌̂◌̌                  | U+0049 U+0302 U+030C | lettre majuscule latine i diacritique accent circonflexe diacritique caron |
| minuscule | î̌              | i◌̂◌̌                  | U+0069 U+0302 U+030C | lettre minuscule latine i diacritique accent circonflexe diacritique caron |